# Jamie Oliver
James Trevor Oliver (* 27. května 1975 Clavering, Essex, Anglie), známější jako Jamie Oliver, je kuchař, autor kuchařských knih, moderátor, podnikatel v oblasti gastronomie pocházející z Anglie, je známý též jako šéfkuchař bez čepice („the naked chef“). Oliver uváděl desítky televizních show s tematikou vaření a vydal desítky velmi úspěšných kuchařských knih, z nichž některé vyšly i v českém překladu.

## Osobní život
Vyrůstal v Essexu, kde jeho rodiče Trevor a Sally vlastnili hospodu s názvem The Cricketers, kterou vedli od roku 1976. O svých rodičích říká, že ho naučili pracovní morálce, respektu a slušnosti k ostatním a přátelskému vystupování i v komplikovaných situacích. Oliver je dyslektik a strávil pět let školní docházky ve speciální třídě.
S manželkou Jools (za svobodna Juliette Norton) se seznámil ve svých 17 letech. Sezdali se roku 2000 a mají pět dětí: dcery Poppy Honey Rosie (*2002), Daisy Boo Pamela (*2003) a Petal Blossom Rainbow (*2009) a syny Buddy Bear Maurice (*2010) a River Rocket Blue (*2016). Zpočátku však jeho žena trpěla problémy s plodností kvůli syndromu polycystických ovárií a musela podstoupit umělé oplodnění - své potíže shrnula i v knize "Minus Nine To One: The Diary Of An Honest Mum". Jools je designérkou vlastní značky dětských oděvů Little Bird.

## Kariéra
Po ukončení střední školy začal Oliver pracovat v restauracích - nejprve umýval nádobí hospodě svých rodičů, poté začal pracovat pro italského kuchaře Antonia Carluccia, než v roce 1997 přesídlil do The River Café v Hammersmithu. Tam se jako sous chef také poprvé objevil na televizních obrazovkách v pořadu BBC na Vánoce roku 1997. Později odstartoval svou vlastní kuchařskou show "The Naked Chef", ke které vydal i stejnojmennou kuchařku. Přezdívku "naked chef" ("nahý kuchař" nebo v češtině překládané jako "kuchař bez čepice") si vysloužil podle své snahy očesat komplikované recepty na jednoduché základní ingredience. Díky svému pořadu se stal celebritou v pouhých 24 letech.
Kvůli své dyslexii odmítal psát knihy a své kuchařky zpočátku nahrával na diktafon - jeho první kniha „The Naked Chef “ zcela předčila očekávání vydavatele a stala se nejprodávanější knihou hned po sérii Harry Potter od J. K. Rowling. Drží ale titul nejprodávanějšího autora non-fikce v Británii s velkým množství titulů, které jsou jeho hlavním zdrojem příjmů. Založil společnost Jamie Oliver Group v rámci které spravuje své restaurace, vydání knih i spolupráce s prodejci potravin na vzniku produktů jeho značky. V roce 2005 získal za svou práci Řád Britského impéria.
Velký úspěch zaznamenal v roce 2010 a 2012 po vydání TV sérií a knih "Jamie´s 30-Minute Meals" a "Jamie´s 15-Minute Meals" (v ČR vyšly pod tituly "Jamie Oliver: 30 minut v kuchyni" a "Jamie Oliver: 15 minut v kuchyni"). V rámci své první série se snažil představit recepty na tříchodová menu, která je možné uvařit za pouhou půlhodinu, byl však u některých receptů kritizován pro nerealističnost časové dotace. Knihy se nicméně staly bestsellery.
V roce 2017 vydal kuchařku "5 Ingredients" (v ČR pod názvem "5 ingrediencí") s recepty s pouhými pěti základními přísadami a v roce 2019 kuchařkou zaměřenou na bezmasé pokrmy pod názvem "Veg".
V roce 2008 spustil svůj řetězec restaurací Jamie’s Italian po boku dalších svých řetězců Barbecoa a Fifteen. Na jaře roku 2019 potvrdil v médiích, že se jeho restaurace dostaly do insolvence a nedokázal je zachránit ani miliony liber investovaných z vlastních úspor. Ačkoli od něj společnost SSP odkoupila restaurace na letišti Gatwick a restaurace řetězce Fifteen se zachovaly jako charitativní organizace, přes tisíc lidí ztratilo práci. Sám Oliver vinil hlavně příliš rychlou expanzi řetězce a komplikovanou situaci na trhu kvůli Brexitu.

## Charita a politické angažmá

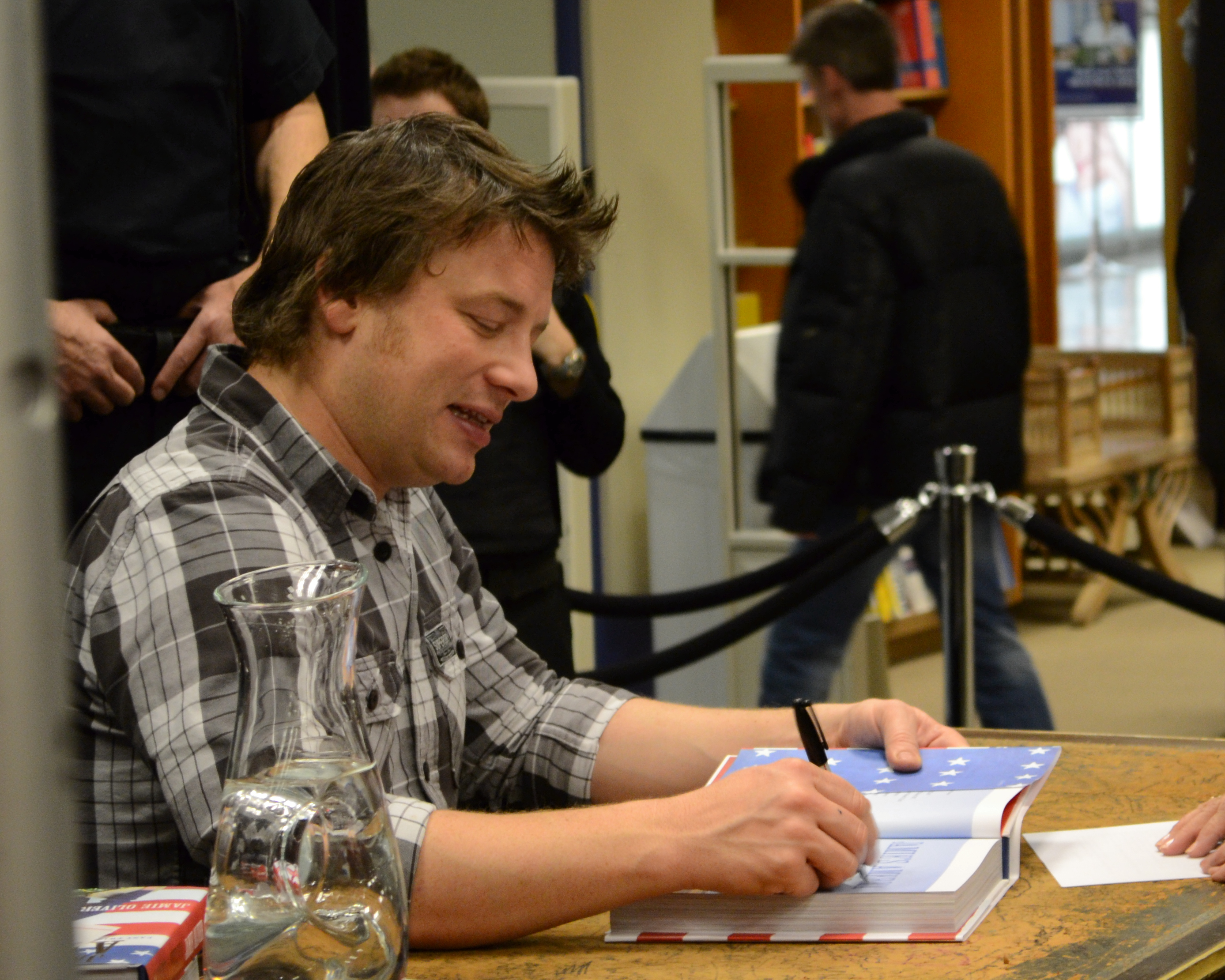
Jamie Oliver na autogramiádě své knihy v roce 2010.

Oliver se dlouhodobě věnuje zaměstnávání lidí se zdravotními znevýhodněními ve svých restauracích pod názvem Fifteen. Dlouhodobě se věnuje nejen ve spolupráci s britskou vládou boji proti dětské obezitě, bývá však kritizován, že při této snaze nebere ohled na problémy nízkopříjmových skupin. V roce 2010 se v rámci pořadu "Food Revolution: America" snažil zlepšit situaci školních obědů v USA. Podporoval také zavedení britskou vládou dotovaných obědů pro děti mladšího školního věku s cílem poskytnout nutričně vyváženou stravu a snížit počty obézních dětí v zemi. Za svůj celosvětový osvětový projekt Food Revolution, snažící se o zlepšení vzdělání mladých lidí v oblasti vaření a výživy a snížení dětské obezity ve světě, získal v roce 2010 cenu TED.
Během let Oliver vystupoval pro vyšší zdanění vysoce kalorických jídel, zákazu prodeje sladkostí u pokladen a prodeji energetických nápojů dětem mladším 16 let ve Velké Británii a také za srozumitelnější a přehlednější označování obsahu živin u potravin. Podporuje i možnost delší placené mateřské dovolené ve Velké Británii.

## Ocenění
- V roce 2005 obdržel od anglické královny Řád britského impéria.[32]
- V roce 2006 obdržel British book awards – Lifetime Achievement Award.[33]
- V roce 2010 získal TED Prize.

## Televizní pořady
- The Naked Chef (1998–1999)
  - 1. serie – 6 epizod – 14. duben 1999 – 16. červen 1999
  - 2. serie – 8 epizod – 12. duben 2000 – 31. květen 2000
  - 3. serie – 8 epizod – 16. říjen 2001 – 4. prosinec 2001
- Special "Christmas comes early" – 21. prosinec 1999
- Special "Christmas in New York" – 20. prosinec 2000
- Special "Christmas Party" – 19. prosinec 2001
- Pukka Tukka – byla zahájená v roce 2000 na televizním kanálu Channel 4
- Oliver's Twist – byla zahájená v roce 2002.
- Jamie's Kitchen, 2002 (relace uváděná pod českým názvem – V kuchyni šéfkuchaře)
- Return to Jamie's Kitchen, 2003
- Jamie's Kitchen Australia
- Jamie's School Dinners, 2005
- Jamie's Great Italian Escape (Jamie v Itálii nebo Jamie Oliver v Itálii)
- Jamie's Return To School Dinners
- Jamie's Chef, 2007
- Jamie at Home, 2007
- Jamie's Fowl Dinners, 2008
- Jamie's Ministry of Food, 2008
- What's Cooking? with Jamie Oliver, 2008
- Jamie Saves Our Bacon, 2009
- Jamie's American Road Trip, 2009
- Jamie's Family Christmas, 2009
- Jamie Oliver's Food Revolution
- Jamie Does, 2010

## Knihy
- Something for the Weekend, ISBN 0-14-102258-2
- The Naked Chef, ISBN 0-7868-6617-9
- The Return of the Naked Chef, ISBN 0-7181-4439-2
- Happy Days with the Naked Chef, ISBN 0-7868-6852-X
- The Naked Chef Takes Off, ISBN 0-7868-6755-8
- Jamie's Kitchen, ISBN 1-4013-0022-7
- Jamie's Dinners, ISBN 1-4013-0194-0
- Jamie's Italy, ISBN 0-7181-4770-7
- Cook With Jamie: My Guide to Making You a Better Cook , ISBN 0-7181-4771-5
- Jamie's Little Book of Big Treats, ISBN 0-14-103146-8
- Jamie at Home: Cook Your Way to the Good Life, ISBN 0-7181-5243-3 [34]
- Jamie's Ministry of Food: Anyone Can Learn to Cook in 24 Hours, ISBN 978-0-7181-4862-1
- Jamie's Red Nose Recipes, ISBN 0-14-104178-1